# 日本とトルコの関係
本項目では、日本とトルコの関係（トルコ語: Japonya-Türkiye ilişkileri、英語: Japan–Turkey relations）について概説する。漢字表記から日土関係とも稀に表記される。オスマン帝国時代（1299年 - 1922年）も含めて本稿で扱う。

## 歴史

### 前史
15世紀に入ってオスマン帝国の勢力が伸長すると、それまで陸路でアジアから香辛料を入手していたヨーロッパは通商ルートを帝国にさえぎられることとなり、新たな通商ルートの開拓の必要性に迫られた。この後ポルトガルやスペインは喜望峰廻りの海洋通商ルートを開拓し、アジアにも勢力を拡大していくこととなった。すなわち1543年の鉄砲伝来によってはじまる日本と欧米との接触は、オスマン帝国の勢力伸長の間接的な影響を受けて起こった出来事であると言える。

### エルトゥールル号遭難事件

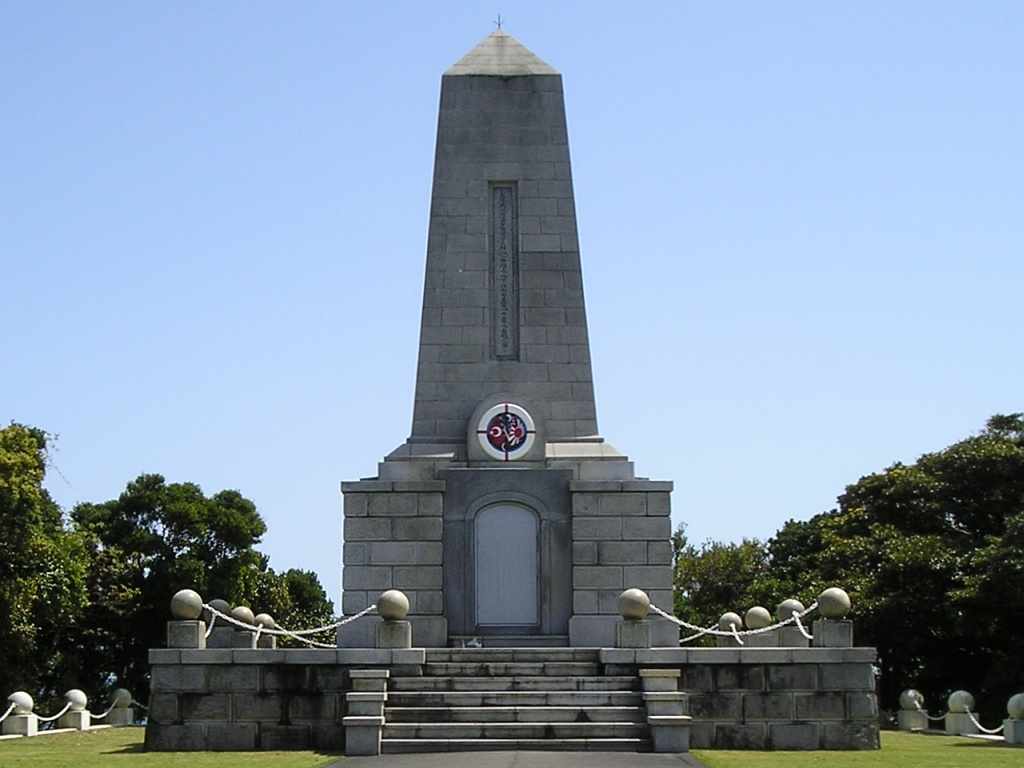
エルトゥールル号殉難将士慰霊碑
（和歌山県串本町）

1887年、小松宮彰仁親王がヨーロッパ訪問の途中でイスタンブールに立ち寄った。それに応える形で1890年、オスマン帝国スルタンであったアブデュル・ハミト2世の使節としてフリゲート艦「エルトゥールル」が日本へ派遣された。使節は明治天皇へ親書などを手渡し帰国の途についたが、和歌山県沖で台風に巻き込まれ座礁沈没。特使オスマン・パシャを含め500名以上の乗組員が死亡した。このとき紀伊大島の住民が救援に駆けつけ69名を救出した。報告を受けた明治天皇は直ちに神戸港へ医師と看護婦を派遣、救援に全力をあげた。さらに生存者には日本全国から多くの義捐金・弔慰金が寄せられた。生存者は日本海軍の装甲コルベットの金剛と比叡により、オスマン帝国に丁重に送還された。トルコ軍艦遭難事件とその顛末はトルコ国内で大きく報道され、日本人に対する友好的感情もこの時より醸成された。
現在、和歌山県串本町には遭難事件にまつわるトルコ記念館がある。2015年には日本トルコ友好125周年を記念して海難1890（Ertuğrul 1890）という合作映画が制作された。

### 日露戦争

南下政策によって日土両国への脅威となるロシア帝国
1866年のロシア帝国
領土
勢力圏

1904年から始まった日露戦争に、オスマン帝国国民は大きな関心を寄せた。これはクリミア戦争（1853年 - 1856年）・露土戦争（1877年 - 1878年）などによってロシアからの圧力を受けていたことによるもので、両国にとって南下政策を推し進めるロシアは共通の敵であった。1905年日本が日本海海戦でロシアバルチック艦隊に対し決定的な勝利をおさめると、オスマン帝国国内では自国の勝利のように喜ばれた
日本の成功は我々の喜びである。ロシアに対する日本の勝利は我々の勝利と見てよい。—アブデュル・ハミト2世
。なおロシア黒海艦隊に対する封鎖を日本に協力するために行ったという解釈があるが、黒海艦隊が黒海から出ることを禁じた1841年のロンドン条約以降、常に行っていたことである。
オスマン帝国とギリシャ王国は伝統的（英語）に緊張関係にあり（英語）、ギリシャ海軍がイタリア王国から装甲巡洋艦イェロギオフ・アヴェロフの購入計画をたてると、オスマン帝国は対抗できる装甲巡洋艦もしくは巡洋戦艦を輸入しようと試みた。オスマン帝国は大使を通じて日本政府に筑波型巡洋戦艦か鞍馬型巡洋戦艦の購入を打診したが、日本側は諸事情を考慮して断った。オスマン帝国はドイツ帝国から前弩級戦艦2隻を購入した。

### 第一次世界大戦
日露戦争により極東での南下政策を阻止されたロシア帝国は中央アジアとバルカン半島に矛先を転じ、ボスポラス海峡とイスタンブールの掌握を目指した。イギリスとフランスは三国協商によりロシアの同盟国となり、オスマン帝国は3B政策を掲げるドイツ帝国に接近した。1914年になると様々な事件が重なり、同盟関係（英語）を結んでいたオスマン帝国とイギリスの関係（英語）は急速に悪化した。さらにドイツの強い働きかけと陰謀などにより、1914年10月末にオスマン帝国は第一次世界大戦において同盟国側として参戦（英語）、連合国側として参戦した日本とは交戦国同士となる。敗れたオスマン帝国は、1920年セーヴル条約によって広範な領土を失った。
終戦によってロシアの捕虜となったトルコ兵は1918年に日本側に移管され、その後、日本が捕虜をトルコ本国へ送り届けることとなった。1921年に捕虜を乗せた輸送船の平明丸がウラジオストクを出発したが、イスタンブールへの到着を目前にしてギリシャ軍に拿捕され、長期間抑留されることとなった（平明丸事件）。

### 戦間期
第一次世界大戦で敗戦国となったトルコは、さらなる列強による国土分割（英語）・植民地化の危機にあった（希土戦争、チャナク危機など）。しかし1922年からケマル・アタテュルクらの主導で祖国解放戦争が開始されトルコ共和国が成立（トルコ革命）、1923年のローザンヌ条約（日本を含む8か国が参加した）により国境が決定した。
1924年には日土の国交が樹立され、1926年には日土協会が発足。1928年12月には、トルコ海軍が日本海軍に小艦艇（駆逐艦、潜水艦、駆潜艇）の建造を依頼している。1929年には、皇族の高松宮宣仁親王（昭和天皇弟宮、海軍将校）を日土協会総裁に迎えた。トルコでは近代化政策が進められたが、民族資本の育成や国立銀行の設立、法制面の整備などの諸改革は、日本の明治維新を手本にしたものである。1930年、日土通商航海条約が結ばれ両国の関係はより強固になった。
戦間期、日本とトルコの関係は良好であった。トルコ海軍と、日本海軍の交流も続いた。1934年には、トルコ海軍が日本に軍艦を発注し、軽巡洋艦や駆逐艦建造の契約を結んだという報道もあった。だが1935年になってトルコ政府はイギリスのヴィッカース社に乗り換えてしまったという。1938年、トルコ政府はイギリスにI級駆逐艦（デミルヒサル級駆逐艦（ドイツ語））4隻を発注した。。

### 第二次世界大戦
第二次世界大戦でトルコが枢軸国側に参加することは無かった。開戦当初からトルコは中立を宣言し、中立を長らく維持していたがイギリスをはじめとした連合国の圧力により、
1945年1月に日本と断交、宣戦布告した。しかし国内世論は宣戦布告に反対であり、日本に対しての軍事行動は一切行わなかった。

### 戦後
戦中に破棄された両国の国交は、サンフランシスコ平和条約によって回復した。この際トルコは日本に対して賠償金その他の請求を一切行わなかった。
1952年（昭和27年）10月29日、トルコの共和国宣言日に昭和天皇からトルコのゼラール・バヤル大統領に祝電を送る。両国の共和国宣言日及び天長節に際しての祝電交換は、1945年（昭和20年）以降、中止されていたが、この年から再開されて恒例となった。
戦後は経済大国へと発展した日本によるトルコへの政府開発援助での支援が積極的に行われており、特にイスタンブール市内のインフラの整備などに日本の多額の資金と技術が投入されている。1985年イラン・イラク戦争では、イラン在留日本人の救出にトルコ航空機が出動、200名以上が救出されたほか、1999年のトルコ大地震の際には日本からトルコへ捜索隊・救助隊の派遣、緊急円借款供与、緊急物資・無償援助、仮設住宅供与などが行われた。ボスポラス海峡海底地下鉄のトンネルは日本の支援で行われた。地下鉄の車両は韓国に発注され、アンカラの地下鉄は中国の支援に負っている。また日本とトルコではお互い恩返しをするような関係になっている。

## 年表
- 1873年 - 岩倉使節団の一等書記官・福地源一郎と僧侶の島地黙雷オスマン帝国訪問[24]。島地『航西日策』執筆
- 1876年 - 在英公使館員・中井弘、渡辺洪基イスタンブール訪問。中井『魯西亜土耳其漫遊記程』執筆。
- 1878年 - 11月9日、日本の軍艦「清輝」イスタンブール親善訪問[1]。『軍艦金剛土耳古国航海報告』『軍艦比叡土耳古国航海報告』上梓
- 1880年 -カージャール朝・オスマン朝への日本使節団(団長は外務省御用掛・吉田正春)派遣。随行の古川宣誉『波斯紀行』執筆。
- 1886年 -  農商務大臣・谷干城イスタンブール訪問
- 1887年 - 小松宮彰仁親王のイスタンブール訪問

- 1890年 - エルトゥールル号遭難事件
- 1905年 - 日本海海戦

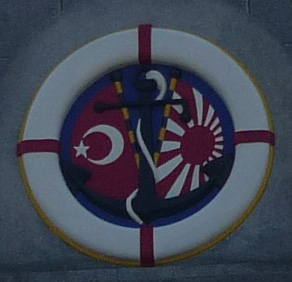
エルトゥールル号遭難慰霊碑の紋章

- 1908年 - アブデュルレシト・イブラヒム（トルコ在住タタール人）来日し滞在記執筆
- 1923年 - ローザンヌ条約。トルコ共和国誕生
- 1924年 - 両国国交樹立
- 1925年 - それぞれ大使館設置
- 1926年 - 日土協会設立
- 1930年 - 日土通商航海条約
- 1945年 - トルコ、日本に宣戦布告、国交断絶
- 1951年 - 国交回復
- 1985年 - イラン・イラク戦争でのトルコ航空機による日本人救出
- 1988年 - 日本の政府開発援助による第二ボスポラス橋開通
- 1993年 - 土日基金文化センター設立
- 1999年 - トルコ大地震
- 2003年 - 「日本におけるトルコ年」開催 [25][26]
- 2010年 - エルトゥールル号遭難事件より120周年、「トルコにおける日本年」開催
- 2011年　- 日本で東日本大震災発生、トルコは3月19日から4月8日まで、宮城県石巻市、多賀城市、七ヶ浜などに救援隊を派遣し救援活動を行う。
- 2013年 - 日本の政府開発援助によるボスポラス海峡横断地下鉄（マルマライ）開業
- 2019年
  - 「日本におけるトルコ文化年」開催
  - 11月20日 - トルコ初の駐日総領事館として在名古屋トルコ共和国総領事館設置。
- 2023年 - トルコ・シリア地震
- 2024年 - 秋篠宮文仁親王・文仁親王妃紀子のトルコ親善訪問。

## 貿易
二国間の貿易は、戦後は一貫して大幅なトルコの貿易赤字の状態である。

## 文化・経済交流
日本には多くのトルコ友好協会があり、トルコとの交流が積極的に行われている。
〈トルコ政府系団体〉
- ユヌス・エムレ・インスティトゥート（トルコ語版、英語版）東京 トルコ文化センター[27]
- 東京ジャーミィ・トルコ文化センター（東京）[28]

〈トルコ政府連携友好協会〉
- 日本・トルコ協会（東京）[30]
  - 日本・トルコ婦人クラブ（東京）[31]
- 一般社団法人 大阪・トルコ協会（大阪）[32]
- 九州・トルコ協会（福岡）[33][リンク切れ]
- 北海道日本トルコ友好協会（北海道）[34][リンク切れ]
- 日本トルコ文化経済交流支援協会（愛知）[35]
- 一般社団法人 日本トルコ民間友好協会（東京）[36][37][出典無効]
- 砺波市トルコ友好交流協会（富山）[38]
- 柏崎トルコ友好協会（新潟）[39]
- 特定非営利活動法人 日本ガレノス協会（群馬）[40]
- 日本トルコ文化協会（京都）1987年10月24日設立[41]
- 神戸・トルコ友好協会 トルコーべ（兵庫）[42]2006年設立[43]
- 和歌山トルコ文化協会（和歌山）[44]
- 串本町トルコ文化協会（和歌山）[45][46]

## 外交使節

### 在日トルコ大使
- フルシ・フアット・トゥガイ（トルコ語版）（代理公使、1925～1929年）
- ジェヴァト・エジネ（ジェヴァト・ベイ）（1929～1931年）
- ネビル・バトゥ（1931～1936年）
- ヒュルセヴ・ゲレデ（トルコ語版、英語版）（1936～1939年）
- アフメト・フェリト・テク（トルコ語版、英語版）（1939～1943年）
- アリ・ムザッフェル・ギョケル（トルコ語版）（1944～1945年）
  - ※1945～1952年は、トルコから日本への駐箚なし
- イッゼト・アクサルル（トルコ語版）（1952～1955年）
- セミフ・バラン（トルコ語版）（1955～1957年）
- スレヤ・アンデリマン（トルコ語版）（1957～1959年）
- ケマル・カヴル（トルコ語版、英語版）（1960～1962年）
- メリフ・エセンベル（トルコ語版、英語版）（1963～1966年）
- トゥルグト・アイトゥー（1967～1970年）
- ムスタファ・シュクリュ・エレクダー（トルコ語版、英語版）（1970～1974年）
- ジェラル・エイジェオール（トルコ語版）海軍大将（1974～1979年、信任状捧呈は12月24日[47]）
- ナジフ・ジュフルク（トルコ語版）（1979～1983年）
- ヌルヴェル・ヌレシュ（トルコ語版）（1983～1987年）
- ウムト・アルク（トルコ語版）（1987～1992年）
- ネジアティ・ウトカン（トルコ語版）（1992～1996年、信任状捧呈は2月1日[48]）
- ギュンドゥズ・スフィー・アクタン（トルコ語版）（1996～1998年、信任状捧呈は11月22日[49]）
- ヤマン・バシュクト（トルコ語版）（1998～2002年、信任状捧呈は12月24日[50]）
- ソルマズ・ユナイドゥン（トルコ語版）（2003～2007年、信任状捧呈は2月3日[51]）
- セリム・セルメット・アタジャンル（トルコ語版）（2007～2011年、信任状捧呈は4月5日[52]）
- アブドゥルラフマン・ビルギチ（トルコ語版）（2011年、信任状捧呈は6月10日[53]）
- セルダル・クルチ（トルコ語版）（2012～2014年、信任状捧呈は7月4日[54]）
- アフメト・ビュレント・メリチ（2014～2017年、信任状捧呈は5月7日[55]）
- （臨時代理大使）デハ・エルペッキ（2017～2018年）
- （臨時代理大使）ハーカン・オズデミル（2018年）
- ハサン・ムラット・メルジャン（トルコ語版）（2018～2021年、信任状捧呈は1月17日[56]）
- （臨時代理大使）エメル・デリンオズ・テキン（2021年）
- コルクット・ギュンゲン（2021～2024年、信任状捧呈は5月27日[57]）
- （臨時代理大使）ジェミル・ウフック・トールル（2024年～）

### 注
1. ↑  1892年には日本各地で講演を行い義捐金を集めた山田寅次郎がトルコに渡り、アブデュル・ハミト2世に謁見している[8]。
2. ↑  ブランデンブルク級戦艦2隻を輸入し、トゥルグート・レイス級装甲艦となった[14]。
3. ↑  1914年8月2日、オスマン帝国とドイツ帝国は軍事同盟（英語版、トルコ語版、トルコ語版）を締結した。8月3日、イギリスは国内で建造中のトルコ戦艦レシャディエとスルタン・オスマン1世を強制接収した。さらにドイツ帝国海軍の巡洋戦艦ゲーベンと軽巡ブレスラウが地中海を逃走し、オスマン帝国に身を寄せて編入された（ゲーベン追跡戦）[15]。
4. ↑  ゲーベン追跡戦でイギリス地中海艦隊の追跡をかわし、オスマン帝国海軍に編入されたヤウズ・スルタン・セリム（旧ゲーベン）とミディッリ（旧ブレスラウ）による黒海襲撃（英語版）。
5. ↑  最終的にはイタリア王国に註文し、アダテペ級駆逐艦とトゥナズテペ級駆逐艦が就役した。
6. ↑  土耳古の軍艦　日本が建造　巡洋艦と驅逐艦（倫敦二十七日（）[20]土耳古政府にては先頃英、佛、伊、日等の造船業者に一万噸（トン）級巡洋艦二隻、驅逐艦八隻其他潜水艦用具等に就いて入札せしめた處日本造船業者の手に落札して注文取極めが近く行はれる筈だが、右建造竣成せばアドリア海、地中海に政治的變化を起すのではないかと注目されてゐる（記事おわり）
7. ↑  トルコ政府の軍艦註文　英國へ鞍替へ（ロンドン七日（）[21]トルコ政府と日本造船業者との間に契約せられたる巡洋艦一隻、軽巡二隻、その他の艦艇の建造は最近に至つてビツカースとトルコ政府との間に新交渉が進められつつあり、之は主として蘇聯の策動によるものであると（記事おわり）